# Gotfred Johansen
Gotfred Svend Kristian Johansen (Copenaghen, 4 maggio 1895 – 2 febbraio 1978) è stato un pugile danese.

## Palmarès

### Olimpiadi
- Argento a Anversa 1920 nei pesi leggeri.